# Мир Кристины
«Мир Кристины» (англ. Christina's World) — картина американского художника Эндрю Уайета. Работа находится в коллекции Музея современного искусства в Нью-Йорке, США.

## Описание
На картине изображена Кристина Ольсон, соседка Уайета по его летнему дому в штате Мэн, сидящая в поле и смотрящая на свой дом Ольсон. Кристина Ольсон страдала от прогрессирующего неврологического расстройства (как ранее считалось, от последствий полиомиелита, но прижизненный диагноз поставлен не был), и её целеустремлённость и сила духа поражали Уайета. Несмотря на то, что на картине представлен образ Кристины, художнику позировала его жена, Бетси Уайет, подруга Кристины, ранее познакомившая её с Эндрю. Не видно лицо Кристины и на картине 1948 года. Художник подает её со спины и пытается рассказать о женщине через её состояние и аскетическое, почти пуританское природное окружение. Не использовал он и контраст между буйством роскошной, южной природы и угасающей больной, контраст, который так любили мастера XIX века (картина «Последняя весна»). Кристина не могла ходить и переползала с места на место. Это состояние и передал художник на картине.
Необычный ракурс, необычная героиня полотна, напряжение, драматизм состояния и ситуации хорошо переданы художником. Подобного ещё не знало тогдашнее американское искусство. Контрастировало полотно и беспощадным реализмом на фоне абстракционизма, который царил тогда в американских выставочных залах. Примерно с этого времени и начала расти всемирная слава картины, наиболее известной в творчестве Эндрю Уайета.
Дом, на который смотрит девушка — ферма Ольсонов в Кушинге, штат Мэн.

## Кушинг и родина Гейторн
Кушинг был одной из главных тем творчества художника, который всю жизнь проводил здесь летние месяцы. Когда художник поселился там, он об этом ещё не знал. Местность была заселена давно по американским меркам. Здесь поселилась ещё прабабушка Кристины — госпожа Гейторн. Именно прабабушка и построила деревянный дом. Когда-то дом служил небольшой гостиницей для моряков, ведь рядом море. Дом является Национальной исторической достопримечательностью и был отреставрирован, чтобы соответствовать своему виду на картине. Среди моряков был и швед, который поселился здесь. Он и был отцом Кристины и её брата Альваро.
Кристину Ольсон и художника вовсе не связывали романтические отношения, и не они побудили Уайета к созданию картин, где главным персонажем была Кристина. Даже он не сразу смог откровенно подать Кристину как человека, искалеченного болезнью, предотвратить которую тогда не могли. Среди первых произведений — полотно «Кристина Ольсон» 1947 года, где художник изобразил, как она сидит на пороге дома. В картине 1947 года ничто не указывает зрителю на искалеченность героини картины. Опасение вызывает только настроение женщины, печальной и одинокой, будто в ожидании, с печатью привычного переживания и стоицизма. Но художник остановился на недосказанности, картина осталась с нерешенной загадкой.
Полиневрит — болезнь, развитие которой приводит к параличу. Среди искалеченных болезнью детей была когда-то и Кристина. Провинция, где жила женщина, и небогатое финансовое состояние не могли обеспечить Кристине опеку или уход. Кристина не ожидала опеки, а храбро переносила свое состояние и старалась быть достаточно самостоятельной. Эта подчеркнутая самостоятельность присутствует в каждой картине Уайета, где изображена Кристина Ольсон. А художник, восхищенный мужеством искалеченной женщины, рисовал её неоднократно — с 1947 до 1968 года.

## Прием и история
Впервые картина  была выставлена в галерее Макбет на Манхэттене в 1948 году. В то время она не привлекла особого внимания критиков, но Альфред Барр, директор-основатель Музея современного искусства (MoMA), купил картину за 1800 долларов (эквивалентно 18 200 долларам в 2023 году. Он разрекламировал её в MoMA, и с годами её популярность постепенно росла. Сегодня картина считается иконой американского искусства и редко выдается музеем во временное пользование.

## В искусстве
В романе Артура Кларка 2001 год: «Космическая одиссея 2001 года» «Мир Кристины» — одна из двух картин (вторая - «Мост в Арле» Винсента Ван Гога), висящих на стене гостиной «элегантного, безымянного гостиничного номера», куда астронавт Дэвид Боуман попадает после прохождения через Звездные врата. Произведение используется в кинолентах «Обливион» 2013 года и «Война против всех» 2016 года. Картина также упоминается в фильме 2020 года «Думаю, как всё закончить», в эпизоде 4-го сезона сериала «Атланта», одноимённой песне Мэдлин Джонстон и клипе Этель Кейн на песню 2022 года «American Teenager».
Жизнь Ольсон и её встреча с Уайетом описаны в романе «Картина мира» Кристины Бейкер Клайн. Картина была использована в оформлении обложки первого русскоязычного издания романа Фэнни Флэгг «Жареные зелёные помидоры в кафе „Полустанок“» в 1999 году.